# Анахид Тачева
Анахид Тачева е българска говорителка за БНТ (тогава Първа програма) в периода 1962 – 1990 г.

## Биография
Рожденото ѝ име е Анахид Мелкон Тавитян.
Тя печели конкурса на БНТ през 1962 г. и оттогава дълги години е говорителка на първа програма.
Първият ѝ съпруг е актьорът Коста Цонев, за когото се омъжва за първи път през 1958 г., веднага след завършване на гимназия. Докато е омъжена за него, се появява на екрана под името Ани Цонева. Те се развеждат и после отново се женят и развеждат. Имат две деца – Теодора и Димитър.
Последният ѝ брак е с Васил Тачев, успешен бизнесмен. Имат едно дете – дъщеря, кръстена на Анахид. През 2012 г. умира съпругът ѝ Васил.
През 2015 г. се споменава в интервю с нея, че Тачева живее в САЩ.
През 2016 г. умира и синът ѝ, Димитър Цонев.
През 2021 г. Стандарт разкрива, че Тачева страда от деменция.
Анахид Тачева умира от деменция на 82 години на 18 ноември 2022 г. Новината е съобщена от дъщеря ѝ Анахид.